# Giuseppe Spezzani
Giuseppe Spezzani (Sassuolo, 18 marzo 1930 – Reggio Emilia, 2 dicembre 2011) è stato un calciatore italiano, di ruolo difensore.

## Carriera
Dopo gli esordi con il Sassuolo, debutta in Serie B con il Modena nel campionato 1951-1952, collezionando 84 presenze in serie cadetta nell'arco di quattro stagioni.